# 東普拉克斯馬勒卡爾峰

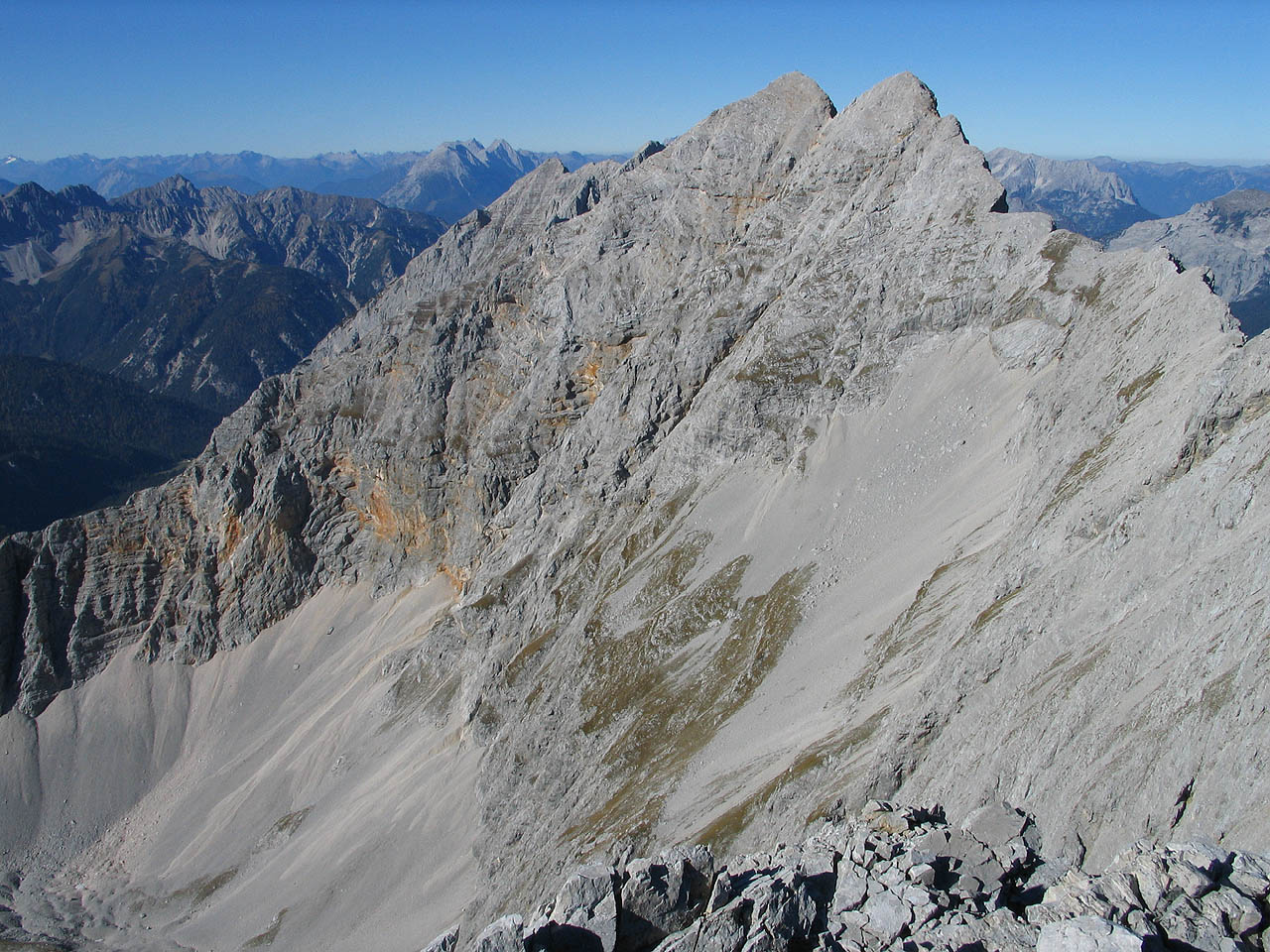

47°21′04″N 11°24′11″E / 47.351246°N 11.403084°E
東普拉克斯馬勒卡爾峰（德語：Östliche Praxmarerkarspitze），是奧地利的山峰，位於該國西部，由蒂羅爾州負責管轄，屬於卡爾文德爾山脈的一部分，處於因斯布魯克，海拔高度2,638米。